# Самуэльссон, Фредрик
Фредрик Самуэльссон (швед. Fredrik Samuelsson; род. 16 февраля 1995, Хессельбю-Веллингбю, Стокгольм) — шведский легкоатлет, специалист по многоборьям. Выступает за сборную Швеции по лёгкой атлетике с 2013 года, серебряный призёр чемпионата Европы среди молодёжи, многократный победитель и призёр первенств национального значения, участник ряда крупных международных стартов.

## Биография
Фредрик Самуэльссон родился 16 февраля 1995 года.
Впервые заявил о себе в лёгкой атлетике на международном уровне в сезоне 2013 года, когда вошёл в состав шведской национальной сборной и выступил на юниорском европейском первенстве в Риети, где в программе десятиборья стал седьмым.
В 2014 году занял 12-е место в десятиборье на юниорском мировом первенстве в Орегоне.
В 2015 году впервые одержал победу на чемпионате Швеции в десятиборье, в то время как на молодёжном европейском первенстве в Таллине показал пятый результат.
В 2016 году выиграл шведский национальный чемпионат в семиборье и десятиборье. На чемпионате Европы в Амстердаме закрыл десятку сильнейших.
В 2017 году вновь был лучшим на чемпионатах Швеции в семиборье и десятиборье, стал пятым на чемпионате Европы в помещении в Белграде, завоевал серебряную медаль на молодёжном европейском первенстве в Быдгоще, отметился выступлением на чемпионате мира в Лондоне, где досрочно завершил выступление и не показал никакого результата.
На чемпионате Европы 2018 года в Берлине занял девятое место.
В 2019 году добавил в послужной список ещё две золотые медали, выигранные на чемпионатах Швеции в семиборье и десятиборье — стал, таким образом, восьмикратным чемпионом страны по многоборьям. На чемпионате Европы в помещении в Глазго с личным рекордом в 6125 очков был четвёртым, тогда как на чемпионате мира в Дохе набрал в сумме всех дисциплин 7860 очков и расположился в итоговом протоколе соревнований на 15-й строке.